# Vikingaberget
Vikingaberget är Stockholms kommuns högsta naturliga punkt, 77,24 meter över havet (m ö.h.), i Vårberg på gränsen mellan Stockholms kommun och Huddinge kommun. Vikingaberget förväxlas ibland med det konstgjorda "berget" Vårbergstoppen även kallat "tippen" (90 m ö.h.) eller med Korpberget som är på 73 m ö.h. 

## Beskrivning
På äldre kartor kallas berget ibland Johannesdals Signal. Möjligtvis eftersom det ligger i närheten av Johannesdals gård som före 1860-talet tillhörde Vårby gårds ägor. Namnet "Uddberget" eller "Våruddsberget" förekommer också informellt men syftar troligtvis på bergsknallen som ligger mellan Skogsstigen och Våruddsringen.
Området där Vårbybäckens vattensystem hade sitt utlopp i Mälaren har rika spår av bebyggelse alltsedan stenåldern. Vårby ("Warby" belagt första gången 1381) anses ha haft strategisk betydelse i skyddet av Helgös och Birkas handel - en så stor betydelse att det fått namn efter sin funktion "Vardh by" d.v.s. vakternas by.
På Vikingaberget fanns förr en vårdkase. Vårdkasen på berget har givit upphov till bilden i Huddinge kommunvapen. Namnet Huddinge kommer från de s.k "Uddingarna" som utgjorde befolkningen i "Warby". Vikingaberget tillhörde Huddinge kommun till 1 januari 1963, då nuvarande Skärholmen och Vårberg överfördes till Stockholms stad i enlighet med uppgörelsen mellan Stockholm och Huddinge från juni 1961, den så kallade Vårbyaffären.
I närheten ligger också Skärholmens fornborg på en 43 meter hög bergknalle som troligen också hade en vårdkase. Totalt fanns tre eller fyra "vårdberg" i områdena runt Vårby: Korpberget, Vikingaberget, Skärholmens fornborg och möjligen även på Uddberget vid Våruddsringen. Samtliga ingick i den kedja av vårdkasar längs farleden som utgjorde Helgös och Birkas försvarslinje från 500-talet.
Innan Stockholm anlades representerade Vikingaberget och Vårby den yttersta utposten, därav namnet Vikingaberget, man spanade efter fientliga skepp. Från toppen av Vikingaberget hade man fri sikt till de andra närliggande fornborgarna på Estbröte, Hundhamra fornborg och Skansberget i Segeltorp. På berget finns en stensättning, sannolikt lämningar efter en vårdkasebotten. Den är 8 meter i diameter och består av cirka 0,4 till 0,5 meter stora skarpkantade stenar (fornlämning RAÄ-nummer: Huddinge 7:1). 

## Bilder

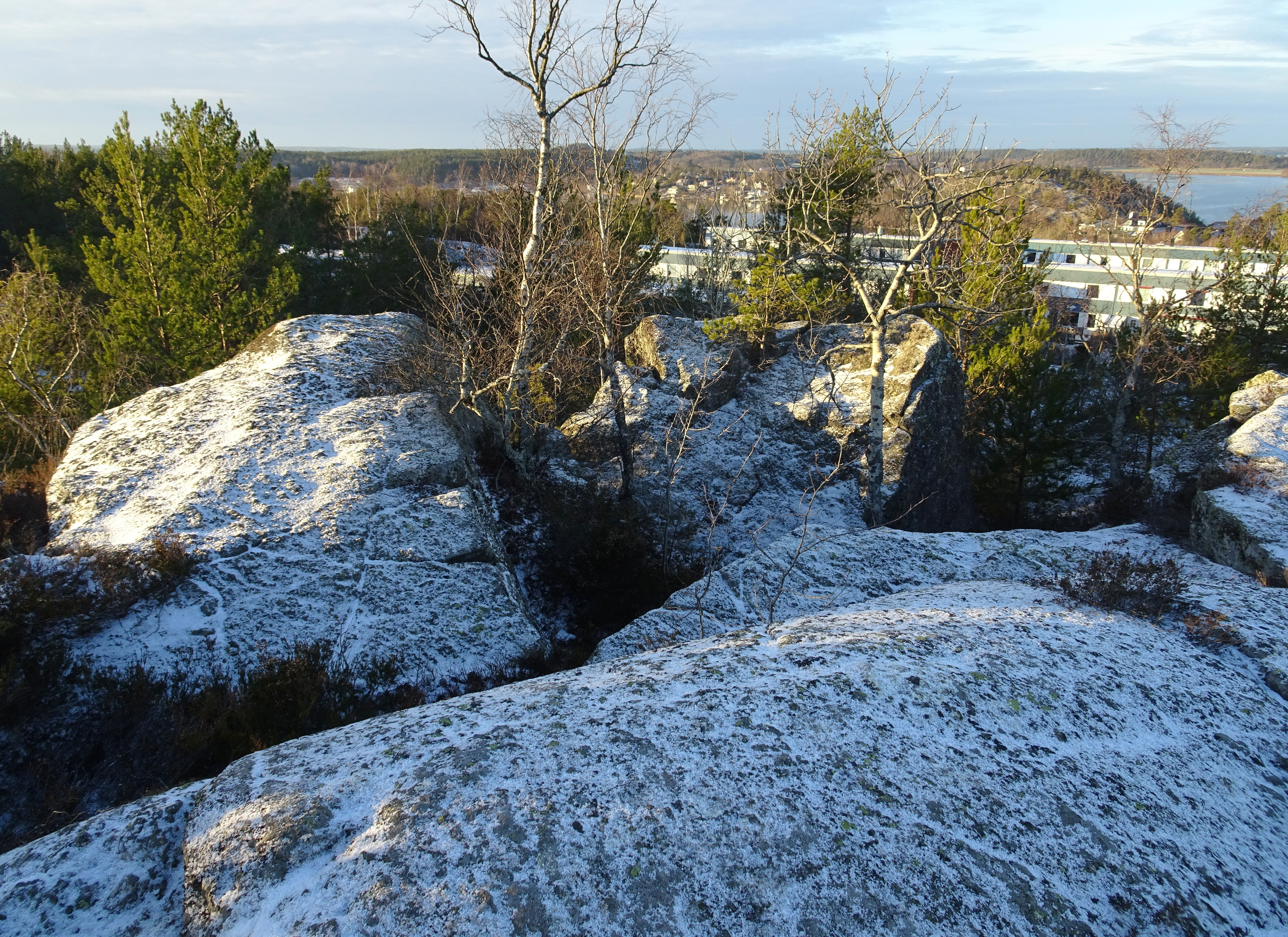
Vy mot nordväst från Vikingabergets högsta punkt
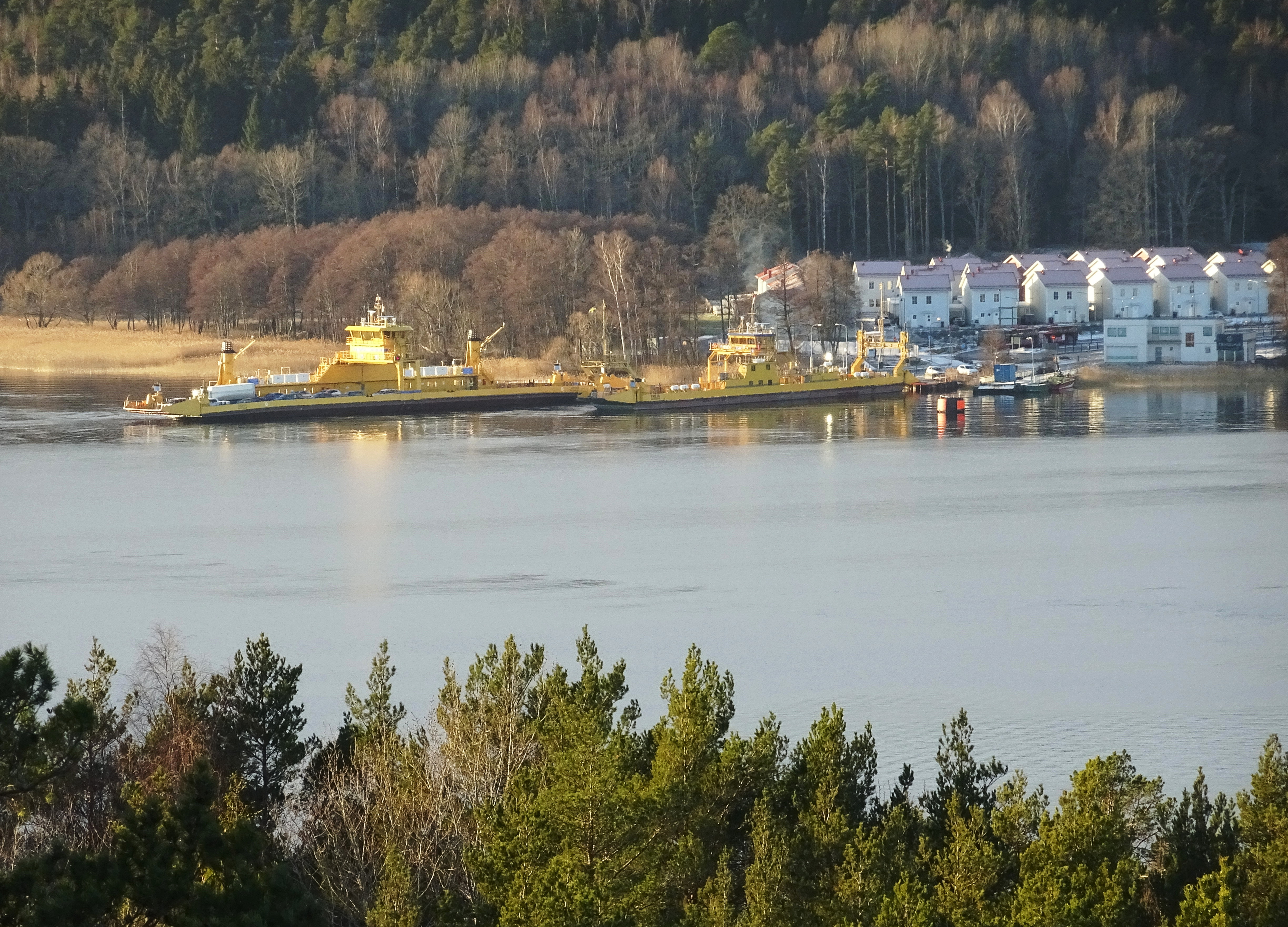
Utsikt över Ekerös färjeläge
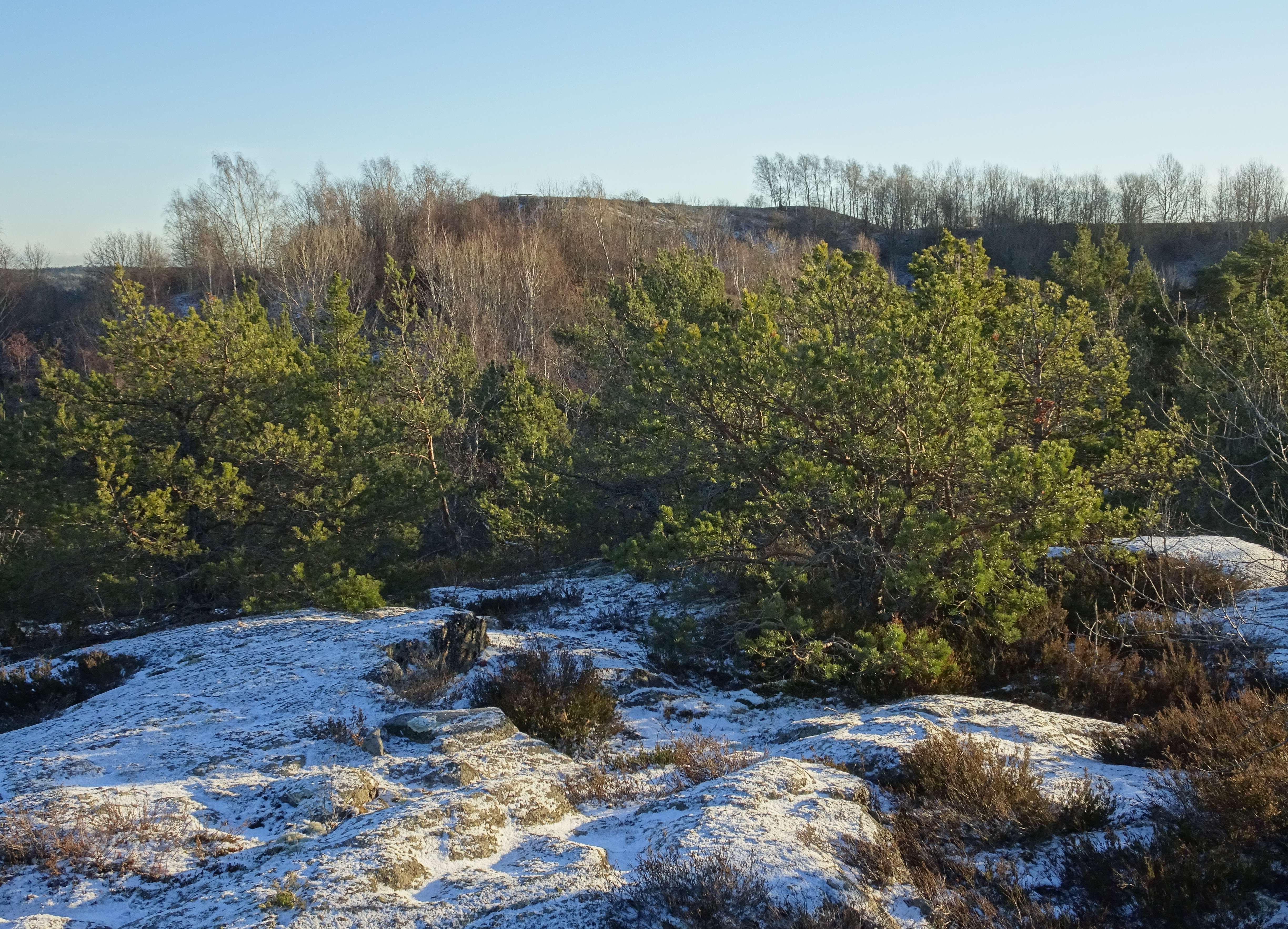
Utsikt över Vårbergstoppen
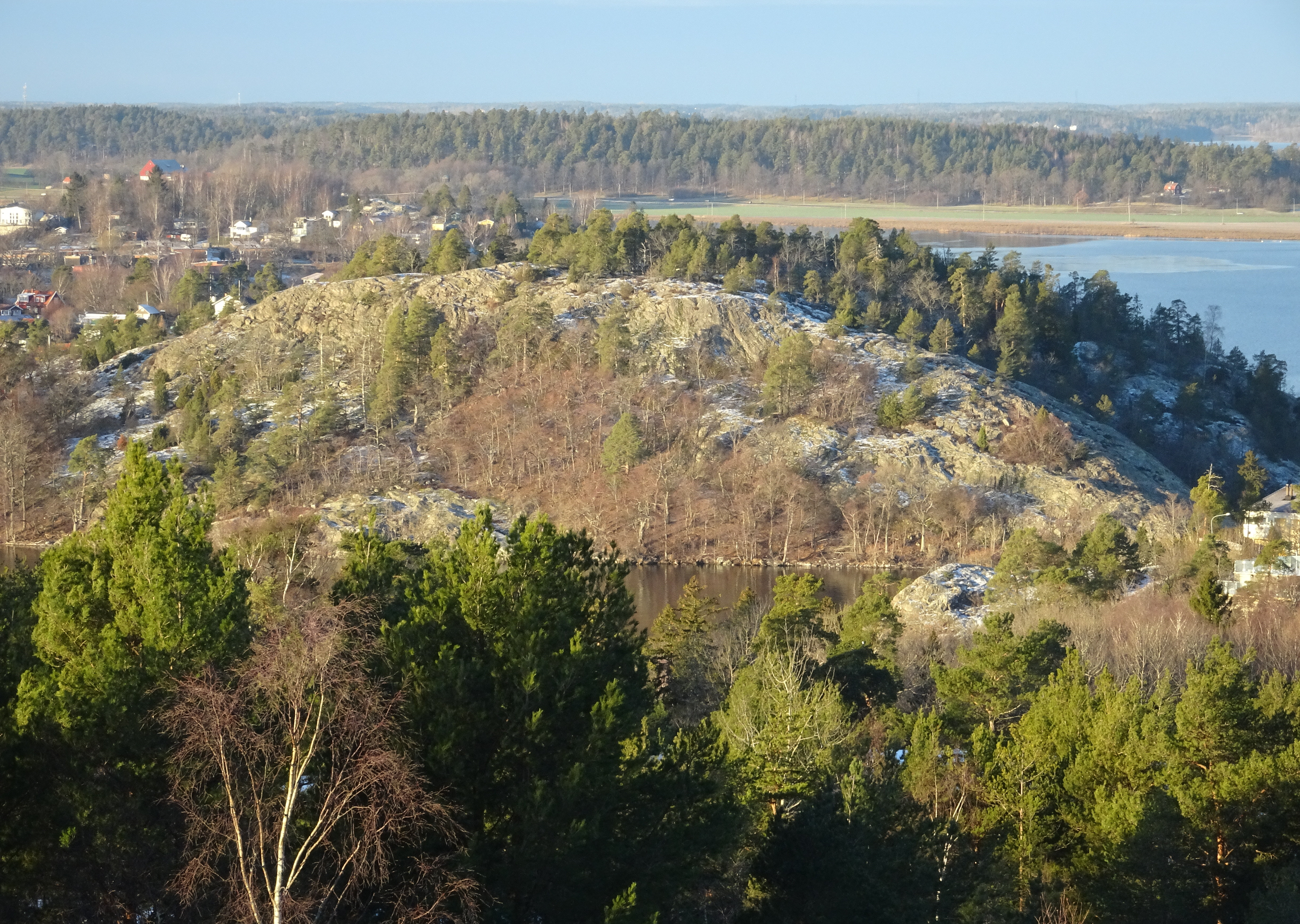
Utsikt över Estbröte
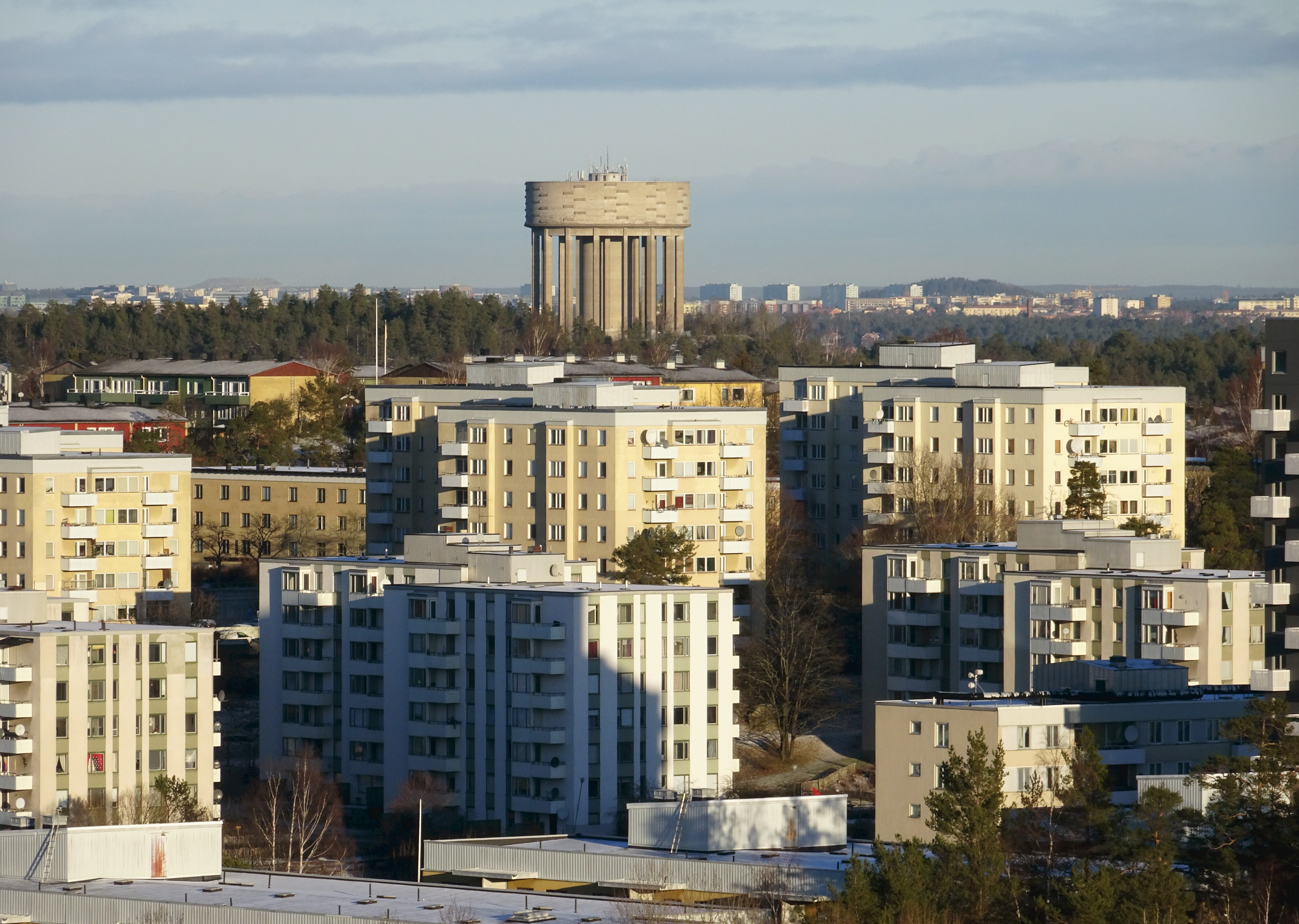
Utsikt över Bredäng och Sätra vattentorn
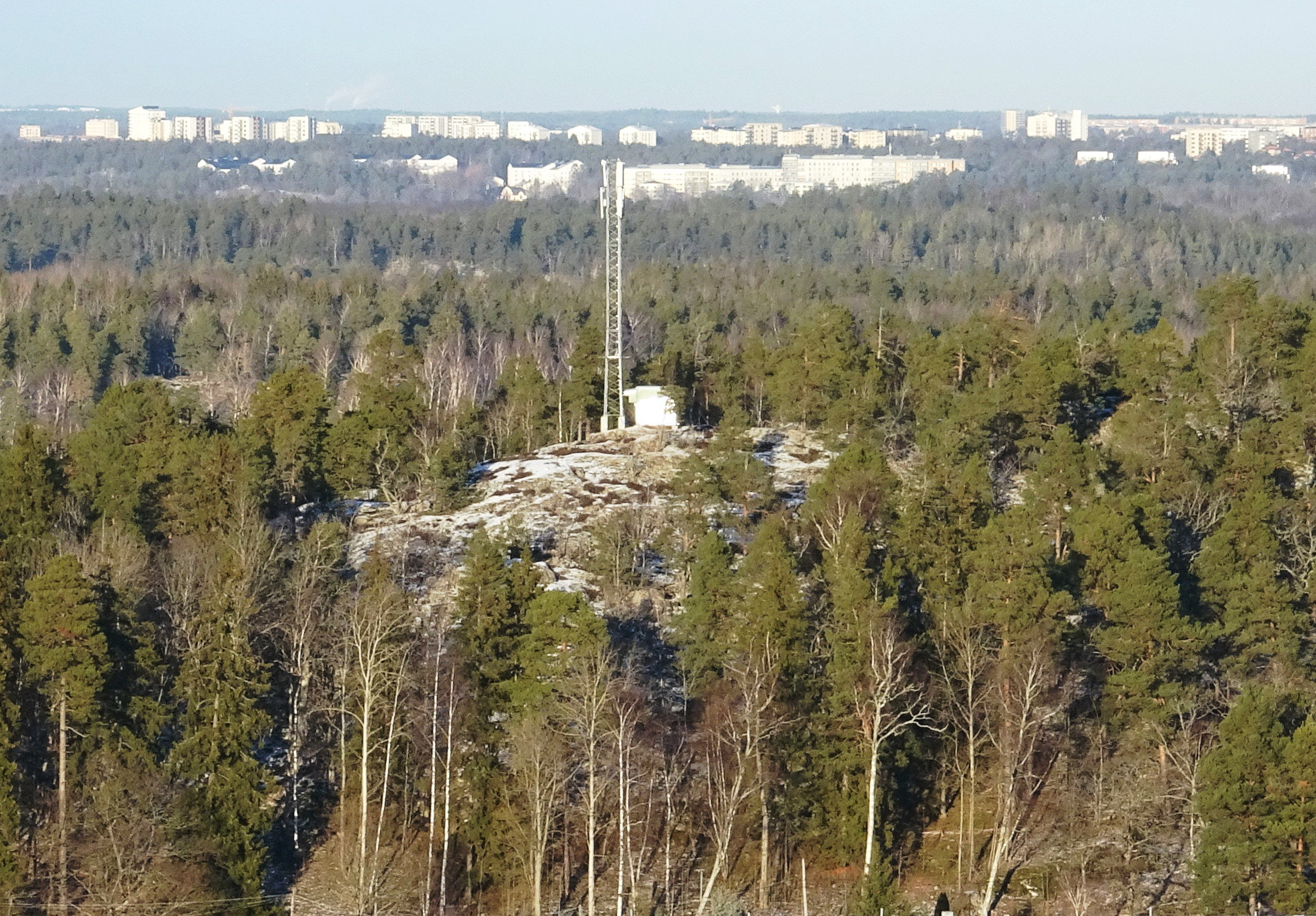
Utsikt över Uddberget (med telemasten på toppen)